# Ringkissen (Hochzeit)

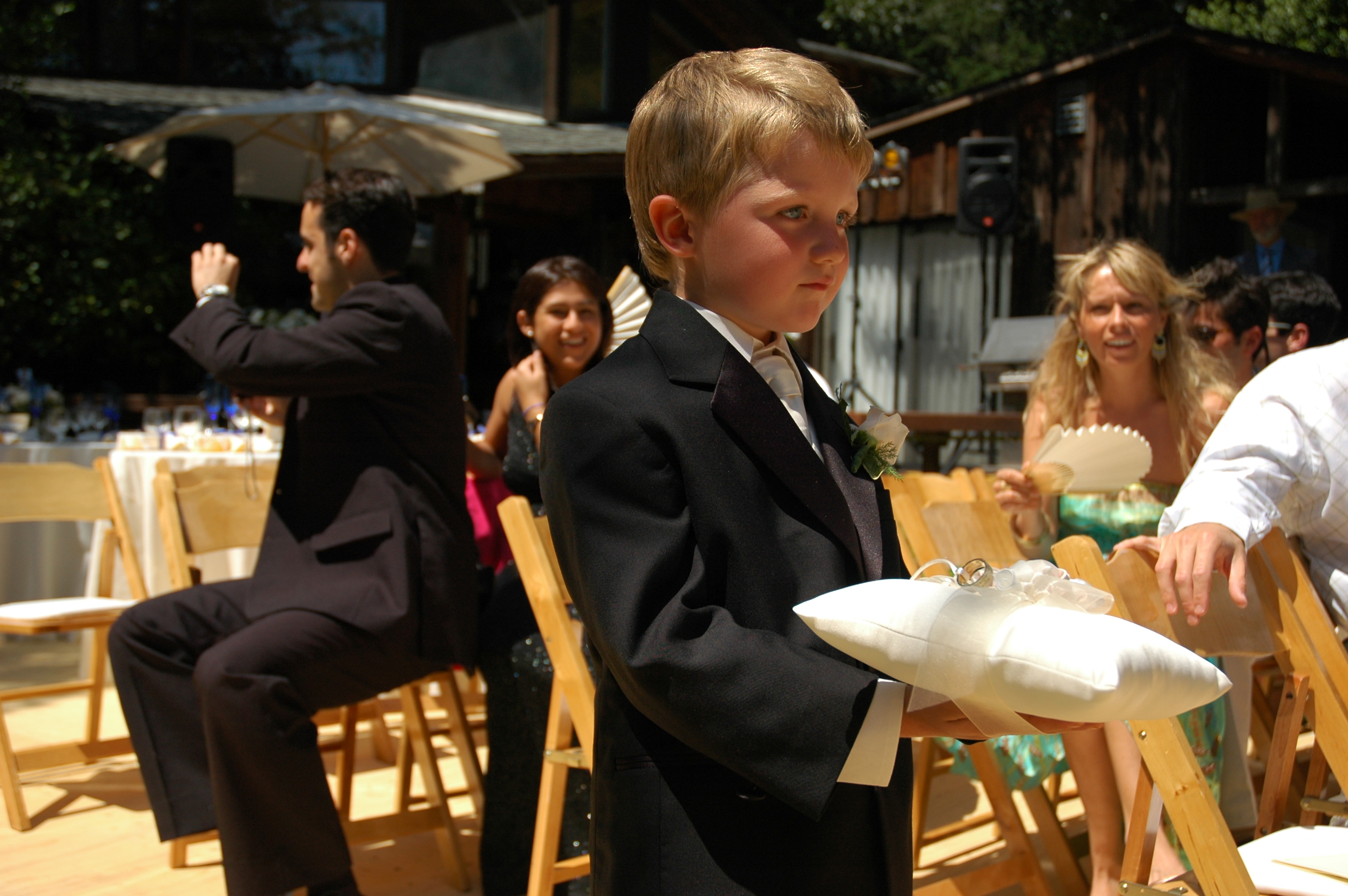
Ringträger mit Ringkissen

Ein Ringkissen ist ein Accessoire zur Hochzeit. Das Ringkissen wird bei der Trauung zur Platzierung der Eheringe verwendet. Entweder wird das Ringkissen mit den Eheringen am Altar oder im Standesamt im Vorfeld platziert – eine andere Variante ist es, dass Kinder oder die Trauzeugen das Ringkissen hereintragen. Eine neuere Entwicklung sind Ringkissen für Hunde, diese werden dem Haustier um Hals oder Bauch gebunden.
Es gibt verschiedene Ringkissen-Modelle – von klassisch, eleganten Versionen mit Verzierungen wie Perl- oder Strassbesatz bis hin zu extravaganten Ringkissen beispielsweise mit Handschellen oder Elchgeweih. Viele Paare lassen ihr Ringkissen auch individualisieren – z. B. mit dem Einsticken ihrer Namen und dem Hochzeitsdatum – aber auch gegebenenfalls dem Hochzeitslogo oder Wappen. Ringkissen werden oftmals auch dem Farbmotto oder dem Brautkleid angepasst. Nach Gebrauch dient das Ringkissen als Erinnerungsstück.